# Distretto di Berikh
Il distretto di Berikh è  un distretto dell'Eritrea nella Regione centrale eritrea (Maekel), con capoluogo Berikh.